# アルノルト・ブルッヒンク
アルノルト・ヤン・ブルッヒンク（Arnold Jan Bruggink, 1977年7月24日- ）は、オランダ・アルメロ出身の元サッカー選手。元オランダ代表。現役時代のポジションは攻撃的MF及びFW。

## 経歴

### クラブ

#### トゥウェンテ
ユース時代はRKVV STEVOで過ごし、その後FCトゥウェンテにスカウトされた。同クラブの下部組織を経て、1993-94シーズンにロブ・バーン（nl）監督の下でトップチームに引き抜かれると、1994年2月27日のゴー・アヘッド・イーグルス戦（1-1）で16歳の時に初出場を飾り、68分にダニエル・ネイホフと交代するまでプレイした。プロ1季目はリーグ戦で9試合4得点を記録した。
2季目はイッシー・テン・ドンカラーイ新監督の下で27試合9得点を記録。3季目はシーズン途中にテン・カラーイ監督と交代でドイツ人のハンス・マイヤー（de）監督が就任したが、変わらず主力選手として起用されたブルッヒンクは32試合12得点とトゥウェンテで最高のシーズンを送った。31試合9得点を記録した1996-97シーズンの終了後にクラブと契約更新をしないことを決定したことで満了となり、最終的に自由移籍で同リーグの強豪PSVアイントホーフェンと契約した。

#### PSV
1季目は、開始時にヨハン・クライフ・スハールのタイトルを獲得し、リーグ戦で25試合9得点を記録。2季目の1999-2000シーズンは再びヨハン・クライフ・スハールで優勝を果たし、30試合19得点を挙げリーグ優勝に貢献。また、同シーズンに年間最優秀若手選手賞にあたるヨハン・クライフ賞を受賞した。最終的にPSVでの6季で3度のリーグ戦、4度のヨハン・クライフ・スハール優勝を経験した。

#### マヨルカ
2003-04シーズンは国外でプレイすることを決意し、RCDマヨルカと契約した。リーグ戦では23試合7得点を記録し、UEFAカップ2003-04にも出場したが、同シーズン終了後に契約解除に至り自由移籍の身となった。

#### ヘーレンフェーン
オランダに戻ったブルッヒンクは、2004年9月1日にSCヘーレンフェーンと2年契約を締結。2季の在籍で53試合7得点を記録し、また、連続でUEFAカップに出場をした。

#### ハノーファー
2006年に再び国外へ渡り、ドイツ1部のハノーファー96と契約。ハノーファーでの最後となった2009-10シーズンは、シーズン中にGKのロベルト・エンケが自殺する衝撃的な出来事があったものの、エンケの後継として主将を務め、最終節で残留を争うVfLボーフムとの直接対決を制し（アウェイ3-0勝利）、僅差ながらも2部降格を回避することに成功。シーズン終了に伴い契約満了となり退団が決定。ハノーファーではリーグ戦で4季合計110試合20得点を記録した。

#### トゥウェンテ復帰
ハノーファー退団後は暫く無所属の状態が続いていたが、2010年10月11日に古巣トゥウェンテの練習に参加し、10月25日に同クラブとシーズン終了までの契約を締結。27日のヴィレムII戦で復帰初出場を飾った。リーグ戦は6試合の出場にとどまったものの、KNVBカップではタイトルを獲得。2011年5月16日に現役引退を表明した。

### 代表
オランダ代表として2試合に出場。2000年9月2日に2002 FIFAワールドカップ・ヨーロッパ予選のアイルランド戦（2-2）で61分にリチャード・ビチュヘと交代で初出場を飾り、同年11月25日のスペインとの親善試合（2-1勝利）が最後となった。
U-21代表としては31試合15得点を記録。2013年5月28日時点で31試合は歴代最多出場記録であり、15得点はクラース・ヤン・フンテラールに次ぐ、ロイ・マカーイと並び歴代2位タイ記録となっている。

## タイトル
クラブ
PSVアイントホーフェン
- エールディヴィジ : 1999-2000, 2000-01, 2002-03
- ヨハン・クライフ・スハール : 1997, 1998, 2001, 2002

FCトゥウェンテ
- KNVBカップ : 2010-11

個人
- ヨハン・クライフ賞 : 1999-2000